# Hiroshi Takahashi (architecte)

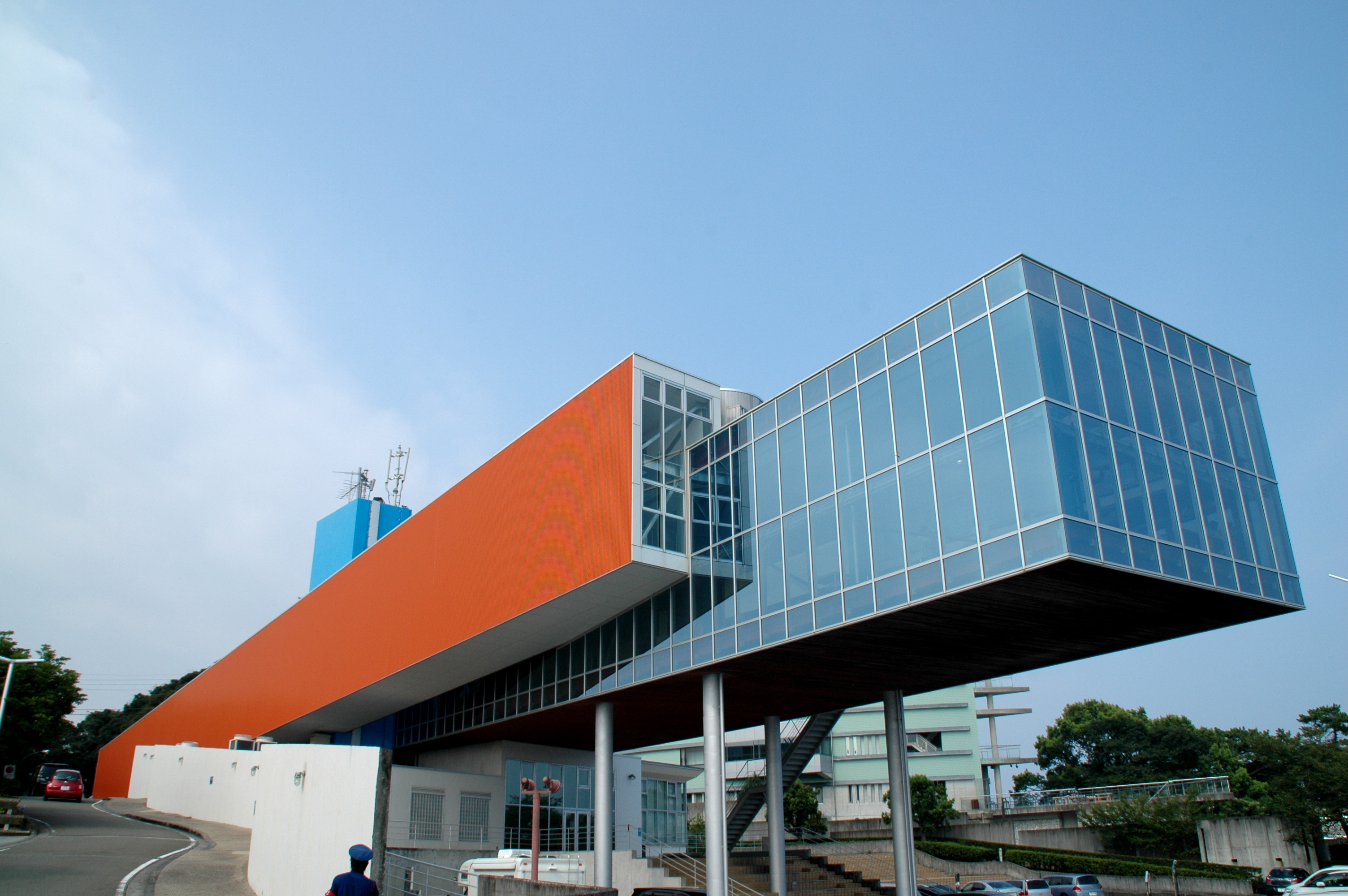

Pour les articles homonymes, voir Takahashi et Hiroshi Takahashi.
Hiroshi Takahashi (高橋 ヒロシ, Takahashi Hiroshi), né en 1953 à Tokyo, est un architecte japonais.

## Biographie
Takahashi est diplômé d'architecture de l'université de technologie de Tokyo en 1978. En 1985, il intègre la faculté de l'université de technologie de Tokyo. En 1988, il fonde avec Akiko Takahashi l'agence Workstation à Yokohama. En 1991, Hiroshi Takahashi intègre le corps professoral de l'université Kanto Gakuin (en), de l'université Nihon et de l'université Hōsei

## Réalisations
Le premier projet qu'Akiko Takahashi et Hiroshi Takahashi réalisent ensemble est le musée mémorial Sakamoto Ryōma à Kōchi. Parmi les autres réalisations de Workstation figurent le centre communal de Nakamachidai à Yokohama, la mairie de Sakuraza  Sakawa dans la préfecture de Kōchi et le terrain de jeu et de repos du  zoo de Nogeyama.